# ایوا فولدش
ایوا فولدش (مجاری: Éva Földes; ۶ ژوئیهٔ ۱۹۱۴ – ۹ ژوئیهٔ ۱۹۸۱) نویسنده زن اهل مجارستان بود.
از افتخارات وی میتوان به کسب مدال برنز آثار حماسی در بخش مسابقات هنری بازی‌های المپیک تابستانی ۱۹۴۸ اشاره کرد.